# 料理仙姬
《料理仙姬》，是的日本美食家漫畫作品。原於日本講談社的雜誌「MORNING」刊載，後轉移到同公司的「EVENING」上連載，目前持續連載中。台灣由台灣東販出版社代理出版。
2008年4月由日本電視台改編為真人版電視劇。

## 故事簡介
日本浮世繪畫風之漫畫，場景是老店「一升庵」，描寫具有百年歷史的日式料理店的年輕老闆娘阿仙為主軸，帶出日本料理的珍髓與真正的料理職人之心，是一本一窺何謂日本料理的漫畫作品，值得細細品味。

## 登場人物
半田 仙
「一升庵』現任當家，擁有對食物跟美的高度敏感。人有點迷糊，但是受到大家的敬重，常會無意間教導大家一些生活道理，也常運用智慧解決眼前的難關。「一升庵」招牌乃是自己雕刻，固力果剛看到時聯想到仁王像（懲罰壞人的神佛）。為人過於單純，母親因為某年的聖誕節喝酒心情大好，告訴無知的阿仙有「參太老公公」的存在，只要「康乃狄克」（鐘）先生於12點響前睡著即會得到禮物，但認為參太老公公忙碌而一直沒收到禮物。
半田 千代
「一升庵」前任當家，是個像鬼一樣嚴厲的當家主母，但是可以稱得上是面惡心善，也幫助過許多人。過年時期一定親手煮食，對阿仙來說也是身為當家主母形象的象徵。告訴阿仙聖誕老公公只寫做日文的「參太老公公」。
江崎　夫
名字是好夫，因為日文音似日本零食大廠不二家，所以被阿仙戲稱固力果。將來想要繼承老家的旅館，所以到「一升庵」進行修行，主要是打雜、會計。原本有女友，在到「一升庵」不久後被拋棄了。
江崎 子
固力果的妹妹，因為阿仙的迷糊，所以外號為「牛奶妹」。是個會以眼淚攻擊博取同情的人，頗為任性，易被披薩收買。目標是想要將自家旅館改為歐式建築的EZAKI精緻餐廳。
藤城 清二
留吉
健太
淺井 
玉
子
冬子

## 電視劇
2008年4月22日起於日本電視台播出。由蒼井優主演，同時也是她首次擔任民間放送臺的女主角。

### 登場人物
- 半田 仙：蒼井優
- 江崎 夫（固力果）：內博貴
- 藤城 清二：杉本哲太
- 留吉：向井理
- 子：鈴木蘭蘭
- 冬子：工藤里紗（日语：工藤里紗）
- 玉子：森田彩華（日语：森田彩華）
- 健太：奧村知史（日语：奥村知史）
- 林 隆史：宅間孝行
- 珍品堂老闆：渡邊一惠
- 淺井 ：余貴美子
- 半田 千代：安田章子（日语：由紀さおり）
- 木下 秀雄：松方弘樹（日语：松方弘樹）

### 製作團隊
- 原作：菊地正太／
- 劇本：大石靜、高橋麻紀、
- 音樂：菅野佑悟
- 導演：南雲聖一、久保田充、茂山佳則
- 製作人：櫨山裕子、三上繪里子、內山雅博

### 歌曲
- 主題曲：Micro／
- 片尾曲：瀧與翼／

### 播出日期、標題、收視率
| 集數       | 播出日期   | 原文標題 | 收視率 |
| ---------- | ---------- | -------- | ------ |
| 1          | 2008/04/22 |          | 10.3%  |
| 2          | 2008/04/29 |          | 8.7%   |
| 3          | 2008/05/06 |          | 9.2%   |
| 4          | 2008/05/13 |          | 9.5%   |
| 5          | 2008/05/20 |          | 9.0%   |
| 6          | 2008/05/27 |          | 9.6%   |
| 7          | 2008/06/03 |          | 8.4%   |
| 8          | 2008/06/10 |          | 8.6%   |
| 9          | 2008/06/17 |          | 7.8%   |
| 10         | 2008/06/24 |          | 10.1%  |
| 平均收視率 |            |          |        |

### 作品的變遷
| 日本電視台 日本電視台週二連續劇    | 日本電視台 日本電視台週二連續劇          | 日本電視台 日本電視台週二連續劇 |
| ---------------------------------- | ---------------------------------------- | ------------------------------- |
|                                    | 料理仙姬 （2008.4.22 - 2008.6.24）       |                                 |
| 貧窮男子 （2008.1.15 - 2008.3.11） | 學校學不到的事 （2008.7.15 - 2008.9.16） |                                 |

## 外部連結
- 官方網站 （页面存档备份，存于）（日語）
- 日劇官方網站 （页面存档备份，存于）（日語）

Cat新．料理仙姬（９）egory:大石靜劇本電視劇